# Tát Ly Hát
Hoàn Nhan Cảo (完颜杲, ? – ?), tên Nữ Chân là Tát/Tản Li Hát (撒离喝 ) hay Tát/Tản Li Hạt (撒里曷 ), hoàng thân, tướng lãnh nhà Kim.

## ThờiThái Tổ
Tát Li Hát là cháu 6 đời của Kim An đế Bạt Hải, được tính là người trong tộc của Bà Lô Hỏa – cháu 5 đời của An đế. Cha là Hồ Lỗ Bổ Sơn. Tát Li Hát tướng mạo hùng vĩ, lại có tài thao lược, được Thái Tổ A Cốt Đả yêu mến, thường ở trong quân. Khi Bà Lô Hỏa làm Thái Châu đô thống, đưa cả tộc cùng đi. Tát Li Hát được xem là con nuôi của Thế Tổ Hặc Lý Bát, nên vẫn ở lại Xuất Hổ thủy.

## ThờiThái Tông
Quân Kim chiếm được Biện Kinh, bắt 2 vua Tống về bắc. Tông Vọng chia các tướng bình định Hà Bắc. Tướng giữ Hùng Châu là Lý Thành bỏ thành chạy trốn, Tát Li Hát đón đánh, đại phá quân Tống, Hùng Châu bèn hàng. Tông Phụ kinh lược Sơn Đông, để Tát Li Hát ở lại Hà Thượng. Tát Li Hát đánh dẹp nghĩa quân ở Chân Định, bắt giết thủ lĩnh Tần vương. Quân Kim bình định Thiểm Tây, Tát Li Hát tấn công khu vực từ sông Vị về phía tây, thu hàng Đức Thuận quân, lại thu hàng Trấn Nhung quân thuộc Kính Nguyên lộ, tiến đánh Hi Hà lộ, thu hàng 3 bảo Cam Tuyền, rồi chiếm thành Bảo Xuyên. Năm sau, cùng Bôn Đổ đánh dẹp Hà Ngoại , thu hàng 2 trại Ninh Thao, An Lũng, rồi thu hàng Hạ Hà cùng Nhạc Châu. Đến Tây Ninh, thu hàng tất cả những quan thuộc của phủ đô hộ, vì thể bọn tộc trưởng Mộc Ba đều xin hàng. Đánh Khánh Dương, đánh bại những kẻ chống cự, thu hàng thành ấy. Hoàn Châu ở ven sông Vị xin hàng, lấy được 13 thành trại, 1 vạn bộ kỵ. Đến khi Tông Bật thua trận ở Hòa Thượng nguyên, Thái Tông khen ngợi Tát Li Hát mà răn đe Tông Bật.
Tông Phụ đã bình định Thiểm Tây, lưu lại quân đội đồn trú những nơi xung yếu, sai Tát Li Hát chỉ huy. Tát Li Hát không có gì để làm, xin thu lấy 13 châu Kiếm Ngoại . Đánh bại 7000 quân của tướng Tống là Vương Ngạn, rồi hạ Kim Châu. Liên tiếp đánh bại Ngô Giới ở Nhiêu Phong quan, rồi chiếm huyện Chân Phù, sau đó chiếm Dương Châu để tiến vào Hưng Nguyên phủ. Lại đánh bại Ngô Giới ở Cố Trấn, bắt được 2 tướng. Tướng Kim là bọn Tát Cát Chúc đánh bại quân Tống, áp sát Tiên Nhân quan.

## ThờiHi Tông
Năm Thiên Hội thứ 14 (1136), được làm Nguyên soái hữu giám quân.
Năm Thiên Quyến thứ 3 (1140), Tát Li Hát từ Hà Trung ra Thiểm Tây, đánh đuổi quân Tống ở Phượng Tường. Khi ấy quân Tống ở phía tây Kinh Triệu rất nhiều. Chư tướng lấy lý do thời tiết xin dừng quân. Nghe tin 9 vạn quân Tống kéo đến Kinh Châu, Tông Bật điều thêm quân Hà Nam tăng viện, Tát Li Hát để chư tướng giữ Hoàn Khánh, riêng mình đưa khinh kỵ đi lấy Kính Châu. Tháng 6 ÂL, Tát Li Hát đánh bại quân Tống ở Kính Châu. Sau đó được làm Hữu phó nguyên soái. Năm Hoàng Thống thứ 3 (1143), được phong Ứng quốc công, ban thưởng rất hậu. Hi Tông đi săn, ban cho hai con ngựa mặc giáp, mệnh cho vào vòng vây mà bắn. Được gia Khai phủ nghi đồng tam tư. Sắp trở về nhiệm sở, Hi Tông mệnh cho các đại thần đưa tiễn.

## ThờiHải Lăng vương
Hải Lăng vương đưa Bồ Châu lên làm Hà Trung phủ, lấy Tát Li Hát làm Hà Trung doãn, Tả phó nguyên soái như cũ. Tát Li Hát từ Thiểm Tây vào triều, thật thà mà rằng: "Kiến Thành nhà Đường bất đạo, Thái Tông vì nghĩa trừ đi, sau đó lên ngôi, ra sức cho nước, đời sau khen hiền. Bệ hạ vì chủ trước thất đức, nghĩa lớn dứt bỏ, ra sức cho nước, thời như Đường Thái Tông vậy." Hải Lăng nghe lời ấy, mặt biến sắc, Tát Li Hát cũng hối hận đã nói vậy. Sau đó được tiến phong Quốc vương, quan lại dưới quyền đều được ban thưởng. Hải Lăng vương thấy Tát Li Hát nắm binh quyền đã lâu, rất được lòng người, đâm ra nghi kỵ, bèn dùng làm Hành đài tả thừa tướng kiêm Tả phó nguyên soái; lại sợ Tát Li Hát không phụng mệnh, bày nghi lễ long trọng để xác nhận ông là thành viên tông thất, đem đai ngọc tỷ thư ban cho. Tát Li Hát đến Biện Kinh – thủ phủ của Hà Nam – nhưng trên danh nghĩa lại coi việc của Thiểm Tây, thành ra mất hết binh quyền, hơn nữa còn nằm dưới sự quản thúc của Hành đài hữu thừa tướng kiêm hữu phó nguyên soái Thát Bát Dã – có con gái là phi tử của Hải Lăng vương.
Hải Lăng vương muốn trừ bỏ những dòng dõi tông thất, đại thần mà ông ta nghi kỵ, sai Nguyên soái phủ lệnh sứ Diêu Thiết bày kế hãm hại Tát Li Hát. Diêu Thiết làm giả chữ Khiết Đan và con dấu của Tát Li Hát, nói dối với Tả đô giám Bôn Đổ mình nhặt được thư nhà mà ông gởi cho con trai Tông An, nhưng Tông An làm rơi ngoài cửa cung, nhường cho Bôn Đổ tố cáo với Hoàng đế. Bức thư đã được mở niêm phong, chữ viết nhập nhòe đi vì bị thấm nước, nội dung là âm mưu làm loạn với Bình chương chánh sự Tông Nghĩa (con trưởng của Tà Dã) và thừa tướng Mưu Lý (con thứ của Mạn Đô Ha); thư không có tên người gửi và người nhận, cũng không rõ ai là người đưa thư. Tông An bị tra khảo, cắn răng không nhận, bất khuất mà chết. Hải Lăng vương sai Tư Lỗ Hồn giết Tát Li Hát ở Biện, làm tội cả nhà ông.
Thế Tông lên ngôi, khôi phục quan tước cho Tát Li Hát. Năm Đại Định thứ 3 (1163), được truy phong Kim Nguyên quận vương, thụy là Trang Tương; sửa sang mộ phần cho tương xứng với phẩm trật quận vương. Năm thứ 17 (1177), được thờ trong miếu của Thái Tông.